# Catherine Middleton
Catherine Middleton, principessa del Galles (Reading, 9 gennaio 1982), è un membro della famiglia reale britannica in quanto moglie dell'erede al trono William, principe del Galles.
È conosciuta anche con l'ipocoristico Kate, al quale tuttavia lei stessa preferisce il nome Catherine.
Catherine è nata a Reading e cresciuta a Bucklebury, un villaggio presso Newbury, nel Berkshire, in Inghilterra. Ha studiato storia dell'arte in Scozia all'Università di St Andrews, dove ha incontrato il principe William nel 2001, durante una sfilata di moda. Il fidanzamento ufficiale con William è stato annunciato nel novembre del 2010 e la coppia è convolata a nozze il 29 aprile 2011 nell'abbazia di Westminster. I loro figli, George, Charlotte e Louis, sono rispettivamente secondo, terza e quarto in linea di successione al trono britannico, dopo il padre.
L'impatto avuto da Catherine sulla moda e sui costumi inglesi e americani è stato definito dai media come "Kate Middleton effect"; sia nel 2012 sia nel 2013 è stata prescelta tra le "100 persone più influenti nel mondo" dalla rivista Time.

## Biografia

### Origini familiari

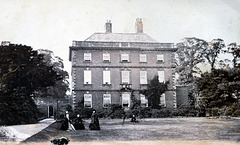
Potternewton Hall Estate – residenza di Olive Middleton (nata Lupton) e di sua cugina, la baronessa von Schunck (nata Kate Lupton)

Il padre di Catherine, Michael, e i suoi antenati in linea paterna provenivano da Leeds, nello Yorkshire. La bisnonna paterna, Olive, apparteneva alla famiglia Lupton, che è indicata negli archivi della City of Leeds come "landed gentry", una dinastia dedita agli affari e alla politica; Olive crebbe a Potternewton Hall Estate assieme alla cugina, la baronessa von Schunck (nata Kate Lupton). Tra gli antenati della principessa per via paterna, suo trisavolo fu il politico Francis Martineau Lupton (1848–1921), il cui cugino di primo grado, Sir Thomas Martineau, era zio di Neville Chamberlain, primo ministro inglese durante il periodo della seconda guerra mondiale.
Gli antenati materni di Catherine Middleton, gli Harrison, appartengono invece alla classe lavoratrice, originari del Sunderland e della contea di Durham. Tra gli antenati per parte materna vi fu anche Sir Thomas Conyers, IX baronetto (1731–1810), che era discendente di re Edoardo IV tramite la sua figlia illegittima, Elisabetta Plantageneta. Altri antenati furono Sir Thomas Fairfax (1475–1520) e sua moglie Anne Gascoigne, la quale era a sua volta una discendente di re Edoardo III.

### Infanzia e istruzione

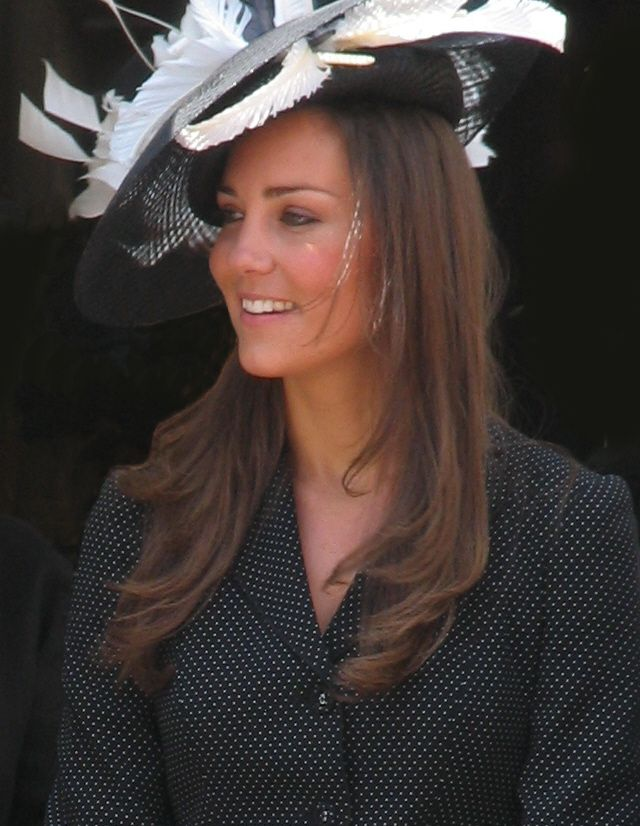
Kate Middleton al Castello di Windsor nel 2008

Catherine Elizabeth Middleton è figlia di Michael Francis Middleton (23 giugno 1949), ex assistente di volo e, in seguito, dipendente della British Airways, e di Carol Elizabeth Goldsmith (31 gennaio 1955), anche lei ex assistente di volo. I genitori si conobbero sul posto di lavoro e si sposarono nel giugno 1980 nel Buckinghamshire. Nel 1984 si trasferì ad Amman, in Giordania, dove il padre lavorava per la British Airways. I Middleton tornarono nel Berkshire nel settembre 1986. Nel 1987 i Middleton fondarono una propria società, la Party Pieces, che vendeva per corrispondenza accessori per feste. Catherine ha una sorella, Philippa Charlotte "Pippa" (1983), e un fratello, James William (1987).
Catherine frequentò la St Andrew's School a Pangbourne, nel Berkshire. Dopo il diploma soggiornò per tre mesi a Firenze, dove studiò italiano e storia dell'arte. Successivamente frequentò il Marlborough College nel Wiltshire per poi iscriversi nel marzo del 2001 all'Università di St Andrews.

### Matrimonio
William e Kate si incontrarono per la prima volta nel 2001, quando entrambi erano studenti nella St Salvator's Hall dell'Università di St Andrews. La coppia iniziò a uscire insieme nel 2003, anche se la relazione non venne confermata da subito.

L'attenzione dei media iniziò ad aumentare dopo il suo 25º compleanno, nel gennaio del 2007. Due gruppi giornalistici, News International, che pubblica The Times e The Sun, e il Guardian Media Group, che pubblica The Guardian, decisero in un primo momento di pubblicare foto e articoli sulla giovane ragazza che si stava facendo strada in compagnia del principe, ma - dietro minacce dei legali di lei - ritirarono tutto. Catherine Middleton prese parte alla Passing Out Parade del principe William alla Reale accademia militare di Sandhurst il 15 dicembre 2006.

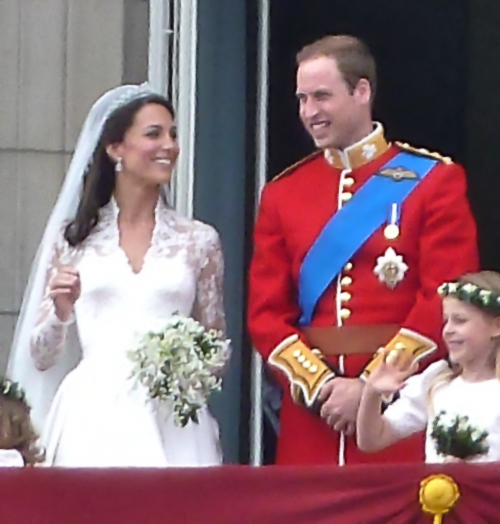
Il principe William e la principessa Catherine nel giorno del loro matrimonio, sulla balconata di Buckingham Palace

Il 17 maggio 2008 Catherine partecipò al matrimonio del cugino del principe William, Peter Phillips, con Autumn Kelly, cerimonia a cui il principe non prese parte. Il 19 luglio 2008 venne invitata al matrimonio di Lady Rose Windsor e George Gilman; il principe William era impegnato in una serie di operazioni militari nei Caraibi a bordo della HMS Iron Duke. Nel 2010, Catherine Middleton agì legalmente ancora una volta contro due agenzie pubblicitarie e il fotografo Niraj Tanna che l'aveva paparazzata col principe a Natale del 2009. Ottenne da questo atto delle scuse pubbliche e 5 000 sterline di risarcimento.
Kate e William convolarono a nozze il 29 aprile 2011, cinque mesi dopo l'annuncio del fidanzamento ufficiale. Il rito viene celebrato nell'abbazia di Westminster alla presenza della regina Elisabetta II, di tutta la famiglia reale e di 1 900 invitati. L'abito di Catherine venne disegnato da Sarah Burton per Alexander McQueen. Alle nozze, oltre ai parenti degli sposi, erano presenti anche i rappresentanti delle principali monarchie europee.
Dal matrimonio nacquero tre figli: i principi George Alexander Louis, nato il 22 luglio 2013, Charlotte Elizabeth Diana, nata il 2 maggio 2015 e Louis Arthur Charles, nato il 23 aprile 2018.

### Incarichi reali
La prima apparizione pubblica di Catherine col principe William, dopo il loro annuncio di fidanzamento, fu per l'evento organizzato dalla Teenage Cancer Trust nel dicembre del 2010. Il 24 febbraio 2011, due mesi prima del matrimonio, venne ufficialmente introdotta alla vita pubblica del regno con partecipazioni a eventi a fianco del principe a Trearddur, Anglesey, nel Galles del nord. Il giorno successivo la coppia presenziò a St Andrews alla cerimonia di festeggiamento dei 600 anni della fondazione della locale università. Nel marzo del 2011, la coppia viaggiò a Belfast. L'ultima uscita pubblica della coppia prima del matrimonio fu la visita alla Darwen Aldridge Community Academy. Il 16 febbraio 2011, Clarence House annunciò il primo tour reale della coppia in Canada nel luglio del 2011. Nel maggio del 2011, poco dopo il matrimonio, Clarence House annunciò che il duca e la duchessa avrebbero esteso il loro viaggio sino in California. Fu questa la prima visita della duchessa negli Stati Uniti.

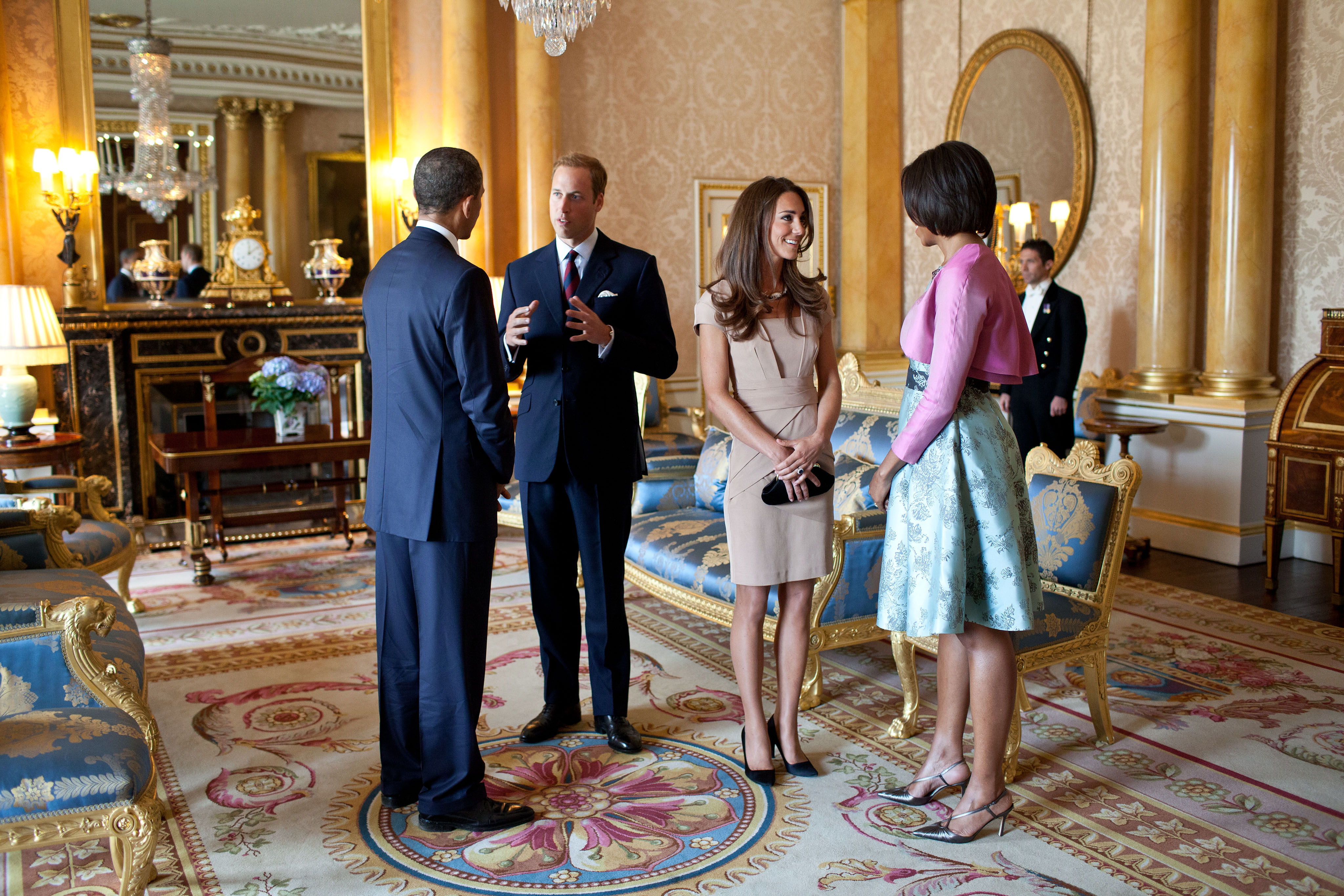
Catherine e William incontrano Barack e Michelle Obama a Buckingham Palace, due settimane dopo il loro matrimonio (2011)

Il primo incarico ufficiale della duchessa dopo il matrimonio fu a maggio quando incontrò il presidente statunitense Barack Obama e sua moglie Michelle. Il 26 ottobre 2011, fece la propria prima uscita pubblica sola per l'evento organizzato da In Kind Direct, per conto del principe di Galles che si trovava in Arabia Saudita. Il 2 novembre, il duca e la duchessa visitarono l'UNICEF Supply Division Centre di Copenaghen, in Danimarca.
Il giorno di San Patrizio, il 17 marzo 2012, la duchessa partecipò ai tradizionali festeggiamenti con le Irish Guards nella loro base di Aldershot; fu questo il suo primo incarico di carattere militare. Il 19 marzo, tenne il suo primo discorso pubblico per l'apertura di una casa di accoglienza per bambini da parte dell'East Anglia's Children's Hospices (EACH), associazione di cui era diventata patrona.
Nel giugno 2012, la "Foundation of Prince William and Prince Harry" venne rinominata "The Royal Foundation" per meglio riflettere il contributo dato da Catherine agli intenti caritatevoli della famiglia reale. Il duca e la duchessa furono inoltre ambasciatori per le Olimpiadi estive del 2012 tenutesi a Londra, assieme al principe Harry. Come parte del suo ruolo, la duchessa prese parte a numerosi eventi sportivi nel corso delle celebrazioni.
Nel settembre del 2012, il duca e la duchessa furono impegnati in un tour che toccò Singapore, Malaysia, Tuvalu e Isole Salomone come parte delle celebrazioni per il giubileo di diamante di Elisabetta II. Durante questa visita, tenne il suo primo discorso ufficiale all'estero visitando un orfanotrofio in Malaysia.
Dopo la nascita del principe George, la duchessa riprese gli impegni ufficiali sul finire di agosto quando accompagnò il duca a incontrare i corridori impegnati nella ultra-maratona sull'isola di Anglesey.

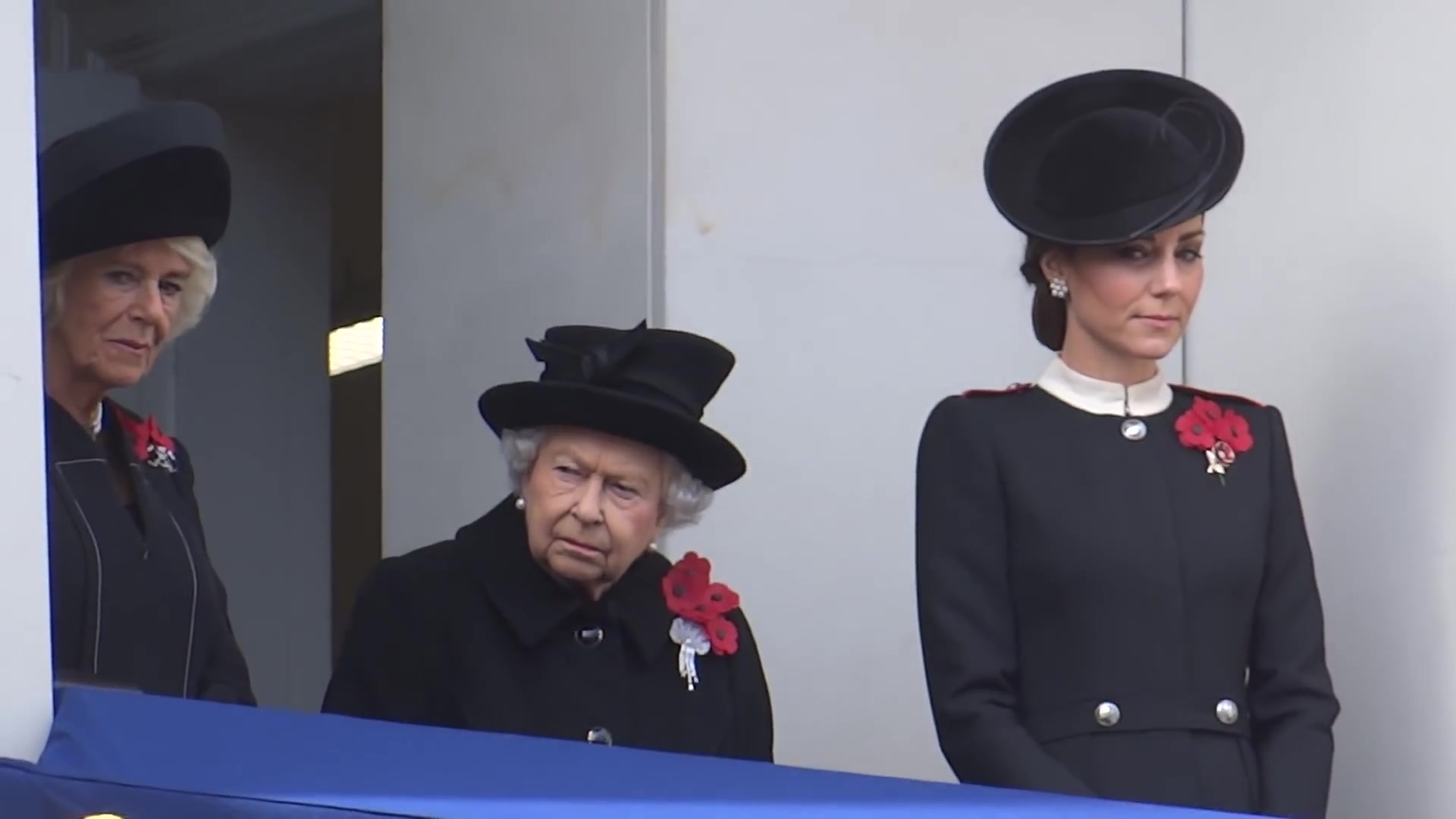
Kate Middleton a fianco della regina Elisabetta II e di Camilla per il Remembrance Day del 2018

All'inizio di marzo del 2014, venne annunciato che la coppia avrebbe fatto un tour in Nuova Zelanda e Australia dal 16 al 25 aprile successivo. Questa fu la prima visita ufficiale di Catherine col principe George dopo il suo battesimo, avvenuto nell'ottobre del 2013. Il tour ebbe inizio in Nuova Zelanda da Wellington, procedendo poi per Blenheim, Auckland, Dunedin, Queenstown e Christchurch. Terminò in Australia con la visita di Sydney, delle Blue Mountains, di Brisbane, di Uluṟu, Adelaide e di Canberra. Nel giugno del 2014, la coppia si recò in visita in Francia per commemorare il 70º anniversario dello sbarco in Normandia.
Il 21 luglio 2014, venne annunciato il primo viaggio in solitaria della duchessa, in visita all'isola di Malta il 20-21 settembre 2014, durante le celebrazioni del 50º anniversario dell'indipendenza dell'isola. Il suo viaggio a ogni modo venne cancellato e il duca prese il suo posto dopo l'annuncio della sua seconda gravidanza a inizio settembre. Nel dicembre del 2014, la coppia visitò gli Stati Uniti e prese parte a una cena di beneficenza al Metropolitan Museum of Art. Nell'aprile del 2016, la duchessa e suo marito parteciparono a un viaggio in India e nel Bhutan. Il duca e la duchessa intrapresero un nuovo tour in Canada nel settembre del 2016. Nel 2017 la coppia compì viaggi in Francia, Polonia, Germania e Belgio. La duchessa si recò inoltre in visita alla città di Lussemburgo nel maggio del 2017 per le celebrazioni del trattato di Londra.
Nel gennaio del 2018, la coppia visitò Svezia e Norvegia.

### Principessa del Galles
In seguito alla morte della regina Elisabetta II, il principe Carlo, suocero della duchessa, fu proclamato re con il nome di Carlo III e, nel discorso alla nazione il 9 settembre 2022, nominò il figlio William principe di Galles ed erede al trono del Regno Unito; Catherine, in qualità di consorte, di conseguenza divenne principessa di Galles.
Il 22 marzo 2024, circa due mesi dopo aver subito un intervento chirurgico all'addome non precisato (a cui è seguito un lungo ritiro dalle funzioni pubbliche), la principessa ha annunciato, tramite un video rilasciato sui profili media di Kensington Palace, di avere un cancro e di essere in procinto di sottoporsi alla chemioterapia. Successivamente, è tornata a presenziare a un evento ufficiale in occasione del Trooping the Colour nel giugno dello stesso anno.

### Opere caritatevoli
Nel marzo del 2011, il duca e la duchessa disposero che i doni di nozze raccolti per il loro matrimonio andassero alla The Royal Foundation per opere caritatevoli. Questo desiderio, condiviso dal principe William, venne fortemente voluto da Catherine a riflettere da subito il suo interesse particolare nei confronti delle opere caritatevoli.
La duchessa nel corso degli anni dispose un gran numero di patronati, anche personali: The Art Room, National Portrait Gallery, East Anglia's Children's Hospice, Action on Addiction, Place2Be, Museo di storia naturale, Anna Freud Centre, Sportsaid e la The 1851 Trust. La duchessa è anche patrona della 100 Women in Hedge Fund's Philanthropic Initiatives, assieme al principe William e al principe Harry. Nel 2017 è divenuta patrona del The Lawn Tennis Association, dell'All England Lawn Tennis and Croquet Club e di Action for Children.
È inoltre volontaria dell'associazione inglese degli scout nel Galles del nord.
Nell'ottobre del 2012 la duchessa ha concesso il proprio patronato al M-PACT (Moving Parents and Children Together), uno dei programmi attivati dal Regno Unito per focalizzare l'attenzione della comunità sull'impatto delle droghe nei ragazzi e nelle famiglie.
Nel dicembre del 2015 assunse il patronato dei cadetti della RAF dai 12 ai 19 anni. Il duca di Edimburgo, che lo era stato per i 63 anni precedenti, le concesse formalmente tale onore nel corso di un'udienza a Buckingham Palace.
Nel febbraio del 2018 la duchessa divenne patrona del Royal College of Obstetricians and Gynaecologists. In quell'occasione lanciò anche "Nursing Now", una campagna di tre anni per promuovere la formazione di infermiere qualificate e volontarie come lo furono sua nonna e la sua bisnonna. A marzo del 2018 venne annunciato che la duchessa di Cambridge sarebbe divenuta la prima patrona reale del Victoria and Albert Museum.

### Immagine pubblica
Kate è considerata, soprattutto nel Regno Unito, un'icona di stile: diversi siti internet e settimanali, compresi Vanity Fair e Style.com, l'hanno inclusa in diverse classifiche. Il sito BeautifulPeople.com l'ha posta al terzo posto nella classifica delle reali più belle di sempre, dietro alla principessa Grace di Monaco e alla regina Rania di Giordania e davanti alla defunta madre del marito, Lady Diana Spencer. Nel Regno Unito le sono state dedicate addirittura delle bambole.
L'immagine di Catherine è spesso accostata a quella della suocera Diana Spencer, sia per quanto riguarda lo stile sia per quanto riguarda l'impegno sociale: Lady Diana dava sostegno a varie associazioni (ricordiamo principalmente le campagne da lei sostenute contro l'AIDS e le mine antiuomo), mentre Catherine dà il proprio supporto ad alcune associazioni i cui nomi furono resi noti nel 2012. Per celebrare l'anno in cui Diana avrebbe compiuto 50 anni, il settimanale Newsweek ha pubblicato in copertina un fotomontaggio in cui Diana e Catherine camminano assieme.

## Titoli, trattamento e stemma

### Titoli e trattamento
- 9 gennaio 1982 - 29 aprile 2011: Miss Catherine Elizabeth Middleton
- 29 aprile 2011 - 8 settembre 2022: Sua Altezza Reale, la Duchessa di Cambridge
  - in Scozia, dal 29 aprile 2011: Sua Altezza Reale, la Contessa di Strathearn[105]
  - in Irlanda del Nord, dal 29 aprile 2011: Sua Altezza Reale, la Baronessa Carrickfergus
- dall'8 settembre 2022: Sua Altezza Reale, la Duchessa di Cornovaglia e di Cambridge
  - in Scozia, dall'8 settembre 2022: Sua Altezza Reale, la Duchessa di Rothesay, Contessa di Carrick, Baronessa di Renfrew
- dal 9 settembre 2022: Sua Altezza Reale, la Principessa di Galles

Il titolo e trattamento completo di Catherine è il seguente:
"Sua Altezza Reale Catherine Elizabeth, la principessa del Galles, duchessa di Cornovaglia, duchessa di Rothesay, duchessa di Cambridge, contessa di Chester, contessa di Carrick, contessa di Strathearn, baronessa Renfrew, baronessa Carrickfergus, signora delle Isole, principessa di Scozia, dama di Gran Croce dell'Ordine Reale Vittoriano, compagna reale dell'Ordine dei Compagni d'Onore.
Altri titoli posseduti dalla principessa sono contessa di Chester nell'Inghilterra, e nella Scozia, contessa di Carrick, contessa di Strathearn, baronessa di Renfrew, principessa di Scozia, e signora delle Isole.
Catherine non usa un cognome particolare: ha ricevuto i titoli in virtù del matrimonio, in quanto William attualmente è principe di Galles, ma all'epoca delle nozze era duca di Cambridge. In occasione del matrimonio è stato creato un monogramma raffigurante le iniziali degli sposi, simile a quello dei suoceri Carlo III e Camilla Shand.

### Stemma
Prima del matrimonio, la famiglia Middleton aveva creato uno stemma da nubile per Catherine. La blasonatura è la seguente:
Lo stemma è stato concesso al momento del suo matrimonio con il principe William al padre di Kate, definito tecnicamente capo armigero della casata dei Middleton. Lo stemma è stato creato ex novo il 19 aprile 2011 grazie alla collaborazione dell'ufficio araldico nazionale inglese con il seguente significato: la linea di divisione tra i due colori dello scudo (rosso e blu sono i due colori principali della bandiera inglese) è il riferimento più esplicito al cognome di famiglia "Middleton" (traducibile letteralmente con "mezzotono"). Le ghiande sono uno dei simboli tradizionali dell'Inghilterra e si trovano anche nello stemma del Berkshire occidentale, dove la famiglia ha vissuto per 30 anni. Le tre ghiande inoltre indicano i tre figli avuti dai genitori di Kate. Lo scaglione centrale dorato è un riferimento invece a Carole, madre di Catherine, il cui cognome è appunto Goldsmith (ovvio il riferimento all'oro). I due chevronels (piccoli chevrons sopra e sotto lo scaglione d'oro centrale) simbolizzano le montagne e l'amore per la famiglia per il Lake District e la passione per lo sci.
In occasione del suo matrimonio Catherine ha ottenuto un nuovo stemma personale, partendo le armi del marito con le sue. La blasonatura è la seguente:

Stemma familiare di Catherine Middleton prima del matrimonio[106]
Stemma personale di Catherine, duchessa di Cambridge (2011-2019)
Stemma personale di Catherine, duchessa di Cambridge (2019-2022)
Stemmi combinati di William e Catherine, duca e duchessa di Cambridge (2011-2022)
Monogramma personale di Catherine
Monogramma combinato di William e Catherine
Stemma personale di Catherine, Duchessa di Cornovaglia
Stemma personale di Catherine, Principessa del Galles

## Ascendenza
|                               |                           |                             | Genitori                     |  |  | Nonni |  |  | Bisnonni               |  |  | Trisnonni              |  |
|                               |                           |                             |                              |  |  |       |  |  | Richard Noel Middleton |  |  | John William Middleton |  |
|                               |                           |                             |                              |  |  |       |  |  | Richard Noel Middleton |  |  | John William Middleton |  |
|                               |                           | Mary Asquith                |                              |  |  |       |  |  | Richard Noel Middleton |  |  |                        |  |
| Peter Francis Middleton       |                           |                             |                              |  |  |       |  |  | Richard Noel Middleton |  |  |                        |  |
|                               |                           | Olive Christiana Lupton     | Francis Martineau Lupton     |  |  |       |  |  |                        |  |  |                        |  |
|                               |                           | Olive Christiana Lupton     | Francis Martineau Lupton     |  |  |       |  |  |                        |  |  |                        |  |
|                               |                           | Olive Christiana Lupton     | Harriet Albina Davis         |  |  |       |  |  |                        |  |  |                        |  |
| Michael Francis Middleton     |                           | Olive Christiana Lupton     |                              |  |  |       |  |  |                        |  |  |                        |  |
|                               |                           | Frederick George Glassborow | Frederick John Glassborow    |  |  |       |  |  |                        |  |  |                        |  |
|                               |                           | Frederick George Glassborow | Frederick John Glassborow    |  |  |       |  |  |                        |  |  |                        |  |
|                               |                           | Frederick George Glassborow | Emily Jane Elliott           |  |  |       |  |  |                        |  |  |                        |  |
| Valerie Glassborow            |                           | Frederick George Glassborow |                              |  |  |       |  |  |                        |  |  |                        |  |
|                               |                           | Constance Robison           | Gavin Fullarton Robison      |  |  |       |  |  |                        |  |  |                        |  |
|                               |                           | Constance Robison           | Gavin Fullarton Robison      |  |  |       |  |  |                        |  |  |                        |  |
|                               |                           | Constance Robison           | Sarah Ann Gee                |  |  |       |  |  |                        |  |  |                        |  |
| Catherine Elizabeth Middleton |                           | Constance Robison           |                              |  |  |       |  |  |                        |  |  |                        |  |
|                               | Stephen Charles Goldsmith | John Goldsmith              |                              |  |  |       |  |  |                        |  |  |                        |  |
|                               | Stephen Charles Goldsmith | John Goldsmith              |                              |  |  |       |  |  |                        |  |  |                        |  |
|                               | Stephen Charles Goldsmith | Jane Dorsett                |                              |  |  |       |  |  |                        |  |  |                        |  |
| Ronald John James Goldsmith   | Stephen Charles Goldsmith |                             |                              |  |  |       |  |  |                        |  |  |                        |  |
|                               |                           | Edith Eliza Chandler        | Theophilus Benjamin Chandler |  |  |       |  |  |                        |  |  |                        |  |
|                               |                           | Edith Eliza Chandler        | Theophilus Benjamin Chandler |  |  |       |  |  |                        |  |  |                        |  |
|                               |                           | Edith Eliza Chandler        | Amelia White                 |  |  |       |  |  |                        |  |  |                        |  |
| Carole Elizabeth Goldsmith    |                           | Edith Eliza Chandler        |                              |  |  |       |  |  |                        |  |  |                        |  |
|                               |                           | Thomas Harrison             | John Harrison                |  |  |       |  |  |                        |  |  |                        |  |
|                               |                           | Thomas Harrison             | John Harrison                |  |  |       |  |  |                        |  |  |                        |  |
|                               |                           | Thomas Harrison             | Jane Hill                    |  |  |       |  |  |                        |  |  |                        |  |
| Dorothy Harrison              |                           | Thomas Harrison             |                              |  |  |       |  |  |                        |  |  |                        |  |
|                               |                           | Elizabeth Mary Temple       | Thomas Temple                |  |  |       |  |  |                        |  |  |                        |  |
|                               |                           | Elizabeth Mary Temple       | Thomas Temple                |  |  |       |  |  |                        |  |  |                        |  |
|                               |                           | Elizabeth Mary Temple       | Elizabeth Myers              |  |  |       |  |  |                        |  |  |                        |  |
|                               |                           | Elizabeth Mary Temple       |                              |  |  |       |  |  |                        |  |  |                        |  |

## Onorificenze

### Incarichi militari onorari
- 16 dicembre 2015 - presente: comandante aereo onorario dei cadetti aerei della Royal Air Force
- 5 luglio 2011 - presente: Canadian Rangers, Canadian Army